# EN56
EN56 (początkowo E56) – elektryczne zespoły trakcyjne wyprodukowane w latach 1954–1957 dla PKP przez zakłady Waggonbau Görlitz w NRD w liczbie 36 sztuk. Eksploatowane od 1955 roku do połowy lat 80. XX wieku.

## Geneza i produkcja
Przyczyną powstania zespołów serii EN56 była elektryfikacja linii Warszawa – Śląsk i zamiar wprowadzenia tam elektrycznych zespołów trakcyjnych. Dotąd w Polsce użytkowano tylko pojazdy tego typu przeznaczone do ruchu podmiejskiego, a nowe pojazdy musiały być konstruowane według zmienionych założeń. Budowę nowych zespołów trakcyjnych zlecono przemysłowi NRD, natomiast ich projekt powstał przy współudziale polskich konstruktorów. Głównym wykonawcą był VEB Waggonbau Görlitz, urządzenia elektryczne dostarczały inne niemieckie firmy, m.in. LEW Hennigsdorf. Dwa prototypowe zestawy zbudowano w 1954 roku, dalsze 34 – w latach 1955–1957.

## Konstrukcja
Zespoły składały się z trzech wagonów (rozrządczy + silnikowy + rozrządczy). Były przystosowane do linii podmiejskich z wysokimi lub niskimi peronami. Po raz pierwszy w jednostkach elektrycznych aparatura wysokiego napięcia została umiejscowiona w skrzyni pod pudłem wagonu, co umożliwiło podróżnym przejście przez cały skład i umożliwiło zamontowanie dodatkowych 10 miejsc siedzących. Zamontowano także oświetlenie jarzeniowe. Pojazdy miały 60 miejsc II klasy (w wagonie silnikowym) na miękkich ławkach i 168 miejsc III klasy na drewnianych ławkach, od 1956 roku przemianowane odpowiednio na I/II klasę.

## Eksploatacja
W Polsce zespoły oznaczono początkowo serią E56, od 1956 roku – EN56. Weszły do eksploatacji w marcu 1955, początkowo na odcinku Łódź – Warszawa, stacjonując w Łodzi. Od 1957 do 1965 roku służyły także w Katowicach. Wadą EN56 była duża awaryjność urządzeń elektrycznych z powodu braku doświadczenia przemysłu NRD w budowie pojazdów trakcyjnych na napięcie 3 kV, a także niecałkowitej jeszcze odbudowy bazy przemysłowej po wojnie. Do 1958 roku wykonywane były poprawki i usprawnienia przez producenta. Wadą był też niespokojny bieg z powodu braku tłumienia poprzecznych drgań wózków przy prędkościach powyżej 70 km/h. Jeden zespół (EN56-07) uległ zniszczeniu w pożarze w 1963. Ze względu na nieopłacalność modernizacji pozostałe jednostki wycofano z eksploatacji do 1984 roku.